# (8212) Naoshigetani
(8212) Naoshigetani est un astéroïde de la ceinture principale.

## Description
(8212) Naoshigetani est un astéroïde de la ceinture principale. Il fut découvert le 6 mars 1995 à Kiyosato par Satoru Ōtomo. Il présente une orbite caractérisée par un demi-grand axe de 2,39 UA, une excentricité de 0,15 et une inclinaison de 3,0° par rapport à l'écliptique.

## Compléments